# ستايسي اندروز
ستايسي اندروز (بالإنجليزية: Stacy Andrews)‏ هو لاعب كرة قدم أمريكية أمريكي، ولد في 2 يونيو 1981 في كامدن في الولايات المتحدة.

## وصلات خارجية
- ستايسي اندروز على موقع الاتحاد الدولي لألعاب القوى (الإنجليزية)
- ستايسي اندروز على موقع مرجع كرة القدم المحترفة.كوم (الإنجليزية)